# 難以形容島

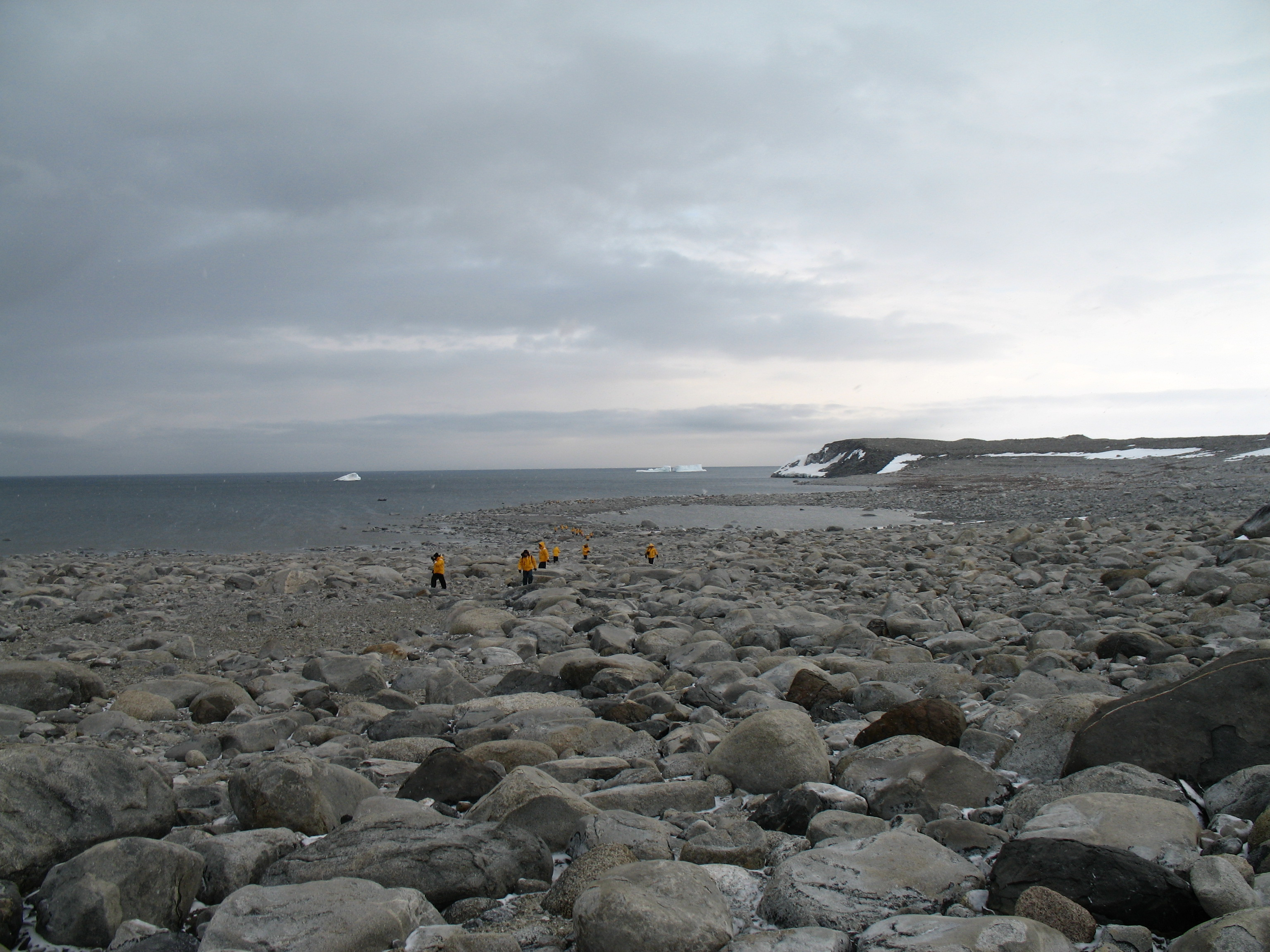

難以形容島（英語：Inexpressible Island），又称难言岛，或音译为恩克斯堡岛，是南極洲的島嶼，位於罗斯海維多利亞地特拉諾瓦灣内，長12公里、寬4公里，面積50平方公里，該島在1912年1月8日被6名英國水手發現，島上無人居住。
中国第五座南极科考站秦岭站在此处建成并开站。

## 外部連結
- Antarctic Historic Sites （页面存档备份，存于）
- Historic Huts in the Antarctic from the Heroic era (International Polar Heritage Committee) （页面存档备份，存于）

74°54′0″S 163°39′0″E / 74.90000°S 163.65000°E